# Hvat
Hvat, kroat. und serb. Name für den Klafter, ein Längenmaß, das Maria Theresia vereinheitlicht und als obligat für Königreiche Österreich, Ungarn, Kroatien und Böhmen (wurde aber nicht befolgt) 1756 eingeführt hat. Wiener Klafter um 1780:
- 1 Hvat = 1,896 Meter (1,896484 Meter)
- 1 Meter = 0,527292 hvata
- 1 Stopa = 1/6 Hvat = 0,316 Meter (0,316081 Meter)

In der Beziehung als Flächenmaß Quadratklafter war 
- 1 kvadratnih hvati = 3,596 Quadratmeter (1/1000 Dan oranja)
- 1 Motika = 200 kvadratnih hvati/Quadrat-hvati = 719,3304 Quadratmeter
- 1 Lanac/Kette = 10 Motika = 2000 Quadrat-hvati = 7193,304 Quadratmeter